# Oplatocera callidioides
Oplatocera callidioides är en skalbaggsart som beskrevs av White 1853. Oplatocera callidioides ingår i släktet Oplatocera och familjen långhorningar.
Artens utbredningsområde är Laos. Inga underarter finns listade i Catalogue of Life.